# 15 tháng 10
Ngày 15 tháng 10 là ngày thứ 288 trong lịch Gregory (thứ 289 trong các năm nhuận). Còn 77 ngày trong năm.

## Sự kiện
- 869 – Quân của triều đình Đường chiếm được Bành thành, kết thúc biến loạn của các binh sĩ Từ châu, tức ngày Tân Dậu (7) tháng 9 năm Kỉ Sửu.
- 1582 – Tây Ban Nha, Bồ Đào Nha, Liên bang Ba Lan–Litva, và nhiều quốc gia Ý trở thành các quốc gia đầu tiên thay thế lịch Julius bằng lịch Gregory.
- 1894 – Trong Vụ Dreyfus, Alfred Dreyfus, một pháo thủ gốc Do Thái trong quân đội Pháp, bị bắt giữ bất công vì tội mưu phản.
- 1923 – Nguyễn An Ninh đọc bài diễn thuyết "L’ideál de la Jeunesse Annamite" bằng tiếng Pháp (thường được dịch là "Cao vọng của thanh niên An Nam") tại Hội khuyến học Nam Kỳ, kêu gọi lý tưởng thanh niên Việt Nam đối với vận mệnh nước nhà.
- 1949 – Hiệp định Hợp nhất Tripura có hiệu lực, Tripura gia nhập Liên bang Ấn Độ.
- 1951 – Khánh thành Air Viet Nam.
- 1956 – Thành lập Hội Liên hiệp Thanh niên Việt Nam. Từ ngày 8 đến ngày 15 tháng 10 năm 1956, Đại hội thành lập Hội Liên hiệp Thanh niên Việt Nam toàn quốc lần thứ I được khai mạc tại Nhà hát lớn Thủ đô Hà Nội, gồm 420 đại biểu chính thức, 300 đại biểu dự thính trong và ngoài nước, miền Nam và miền Bắc, có cả đại biểu Liên đoàn Thanh niên Dân chủ Thế giới tham gia.
- 1967 – Tượng đài Mẹ Tổ quốc kêu gọi được khánh thành tại Volgograd, Liên Xô, là tượng cao nhất thế giới tại thời điểm đó.
- 1990 – Nhà lãnh đạo Liên Xô Mikhail Gorbachyov được trao giải Nobel Hòa bình vì những nỗ lực của ông nhằm làm dịu đi căng thẳng trong Chiến tranh Lạnh và mở cửa đất nước.
- 2003 – CHND Trung Hoa phóng lên Thần Châu 5, chuyến bay vũ trụ đầu tiên có người lái của nước này, chở phi hành gia Dương Lợi Vĩ.
- 2006 – Trung tâm Hội nghị Quốc gia Việt Nam được khánh thành tại Hà Nội sau gần hai năm xây dựng.

## Sinh
- 70 TCN – Virgil, nhà thơ lớn của La Mã cổ đại (m. 19 TCN)
- 1065 – Minh Không, thiền sư, Quốc sư, danh y trong thời Lý, ông Tổ nghề đúc đồng Việt Nam.
- 1542 – Akbar Đại đế, Hoàng đế Ấn Độ (m. 1605)
- 1608 – Evangelista Torricelli, nhà toán học, nhà vật lý người Ý (m. 1647)
- 1726 – Ngô Thì Sĩ, nhà sử học, nhà văn, nhà thơ ở thế kỷ 18 tại Việt Nam (m. 1780)
- 1814 – Mikhail Yuryevich Lermontov, nhà thơ Nga (m. 1841)
- 1840 – Nguyễn Phúc Trinh Nhu, phong hiệu Mỹ Trạch Công chúa, công chúa con vua Minh Mạng (m. 1902)
- 1872 – Nguyễn Văn Trình, danh sĩ Nho học Việt Nam (m. 1949)
- 1884 – Friedrich Nietzsche, nhà triết học người Phổ (m. 1900)
- 1900 – Mervyn LeRoy, đạo diễn, diễn viên người Mỹ (m. 1987)
- 1914 – Lâm Hữu Phúc, chính trị gia người Singapore (m. 1984)
- 1919 – Dzoãn Mẫn, nhạc sĩ nhạc tiền chiến người Việt Nam (m. 2007)
- 1920 – Mario Puzo, nhà văn, nhà biên kịch người Mỹ gốc Ý (m. 1999)
- 1923 – Italo Calvino, nhà văn Ý (m. 1985)
- 1926 – Michel Foucault, triết gia Pháp (m. 1984)
- 1955 – Tanya Roberts, diễn viên người Mỹ (m. 2021)
- 1968 – Didier Deschamps, cựu cầu thủ bóng đá Pháp
- 1969 – Vítor Baía, cựu cầu thủ bóng đá Bồ Đào Nha
- 1971 – Andy Cole, cầu thủ bóng đá Anh
- 1974 – Lâm Chí Dĩnh, diễn viên, tay đua F1 Đài Loan
- 1976 – 
  - Minh Tuyết, ca sĩ người Việt Nam
  - Việt Hương, diễn viên, đạo diễn, dẫn chương trình truyền hình, giám khảo người Việt Nam
- 1977 – David Trezeguet, cầu thủ bóng đá Pháp
- 1981 – Elena Dementieva, vận động viên quần vợt chuyên nghiệp người Nga
- 1986 – Donghae, ca sĩ Super Junior Hàn Quốc
- 1988 – Mesut Özil, cầu thủ bóng đá Đức–Thổ Nhĩ Kỳ
- 1990 – Kiko Mizuhara, người mẫu, diễn viên Nhật Bản
- 1992 – Vincent Martella, diễn viên lồng tiếng Phineas Flynn trong phim hoạt hình Phineas and Ferb (Mỹ)
- 1996 - Đức Phúc, ca sĩ người Việt Nam

## Mất
- 1285 – Philippe III, quốc vương của Pháp (s. 1245)
- 1917 – Mata Hari, vũ nữ người Hà Lan, điệp viên nhị trùng cho Pháp và Đức trong Chiến tranh thế giới thứ nhất (s. 1876)
- 1934 – Raymond Poincaré, chính khách Pháp (s. 1860)
- 1946 – Hermann Göring, chính khách người Đức, một trong những người đứng đầu Đảng Đức Quốc xã (s. 1893)
- 1964 – Nguyễn Văn Trỗi, người đã thực hiện cuộc đánh bom không thành nhằm vào Bộ trưởng Quốc phòng Hoa Kỳ Robert McNamara (s. 1940)
- 2000 – Konrad Emil Bloch, nhà hóa sinh người Mỹ, từng đoạt Giải Nobel Sinh lý và Y khoa (s. 1912)
- 2023 – Tùng Lâm, kịch sĩ (s. 1934)